# Rozdroże Kowarskie
Rozdroże Kowarskie (787 m n.p.m.) − obniżenie śródgórskie ze skrzyżowaniem dróg w Sudetach Zachodnich, oddzielające Karkonosze (Grzbiet Lasocki) od Wzgórz Bramy Lubawskie.
Rozdroże Kowarskie jest położone pomiędzy Sulicą w Karkonoszach a Koszutą, należącą do Wzgórz Bramy Lubawskiej, około 1,6 km na południe od Przełęczy Kowarskiej.
Rejon Rozdroża Kowarskiego zbudowany jest ze skał metamorficznych należących do wschodniej osłony granitu karkonoskiego. Są to głównie amfibolity i łupki epidotowo-chlorytowe.
Najbliższe okolice Rozdroża Kowarskiego porastają lasy świerkowe.
Rozdroże Kowarskie stanowi węzeł dróg składający się z trzech dróg wojewódzkich: drogi DW368 (obecnie oznakowana jako DW370) prowadzącej do granicy z Czechami na Przełęczy Okraj, widokowej drogi  DW369 prowadzącej do Lubawki, oraz drogi DW367 prowadzącej w jedną stronę do Kamiennej Góry, zaś w drugą do Jeleniej Góry. Krzyżują się tu także drogi leśne.